# Rodrigo Guidolin
Rodrigo Guidolin (Piracicaba, 20 de setembro de 1985) é um tenista profissional brasileiro.

## Biografia
o tenista joga torneios profissionais da ATP desde 2003, tendo conseguido no máximo semi-finais de futures. Sua primeira final aconteceu em duplas em 2005, ao lado de Rafael Farias, no future de Guarulhos e, em 2007, seu primeiro titulo acontece em Arapongas, ao lado do paranaense Alexandre Bonatto.

## Triunfos

### Duplas
- 2005 - Vice-campeonato Future de Guarulhos, com Rafael Farias
- 2006 - Vice-campeonato Future de Porto Alegre, com Raony Carvalho
- 2007 - Campeão do Future de Arapongas, com Alexandre Bonatto

## Ranking
- Atual ranking de simples:538º
- Melhor ranking de simples:458º (04/05/2009)
- Atual ranking de duplas: 174º
- Melhor ranking de duplas: 167º (01/03/2010)